# Народи у космосі
«Народи в космосі» (англ. The Nations in Space) — науково-фантастичне оповідання американського письменника Айзека Азімова, опубліковане в березні 1995 року журналом «HarperPrism». Оповідання ввійшло в збірку «Золото» (1995).

## Сюжет
В 2080 році земляни почали забезпечуватися енергією з орбітальних сонячних електростанцій. І одного разу на усунення аварії послали по парі техніків з історично ворогуючих народів. Один з техніків розповів напарнику, про помилку іншої пари, що може призвести до катастрофічних наслідків і запропонував приховати цей факт, щоб викликали всесвітнє обурення проти своїх ворогів.
Але напарник, врахувавши втрати для їхньої батьківщини, порадив співпрацювати з ворогами і виправити помилку.